# Santa Rosa de Cabal
Santa Rosa de Cabal là một khu tự quản thuộc tỉnh Risaralda, Colombia. Thủ phủ của khu tự quản Santa Rosa de Cabal đóng tại Santa Rosa de Cabal Khu tự quản Santa Rosa de Cabal có diện tích 564 ki lô mét vuông. Đến thời điểm ngày 28 tháng 5 năm 2005, khu tự quản Santa Rosa de Cabal có dân số 59831 người.